# إس إس في أولم 1846
إس إس في أولم 1846 (بالألمانية: SSV Ulm 1846 FUSSBALL) هو نادي كرة قدم ألماني أٌسس في عام 2009. يلعب النادي في Regionalliga Südwest ‏.

## وصلات خارجية
- الموقع الرسمي